# Нижнеалькеевское сельское поселение
Нижнеалькеевское се́льское поселе́ние — муниципальное образование в Алькеевском районе Татарстана Российской Федерации.
Административный центр — село Нижнее Алькеево.

## География
Расположено в центральной части района. Граничит с Чувашско-Бродским, Старохурадинским, Тяжбердинским, Новоургагарским, Старокамкинским, Борискинским сельскими поселениями.
Основные реки: Атас и Малый Черемшан (имеет статус памятника природы регионального значения в республике).
По территории проходят автодороги 16К-0191 "Алексеевское – Базарные Матаки – Высокий Колок" и Ниж. Алькеево – Кузнечиха, есть тупиковая подъездная дорога к сёлам Среднее Алькеево и Татарский Студенец.

## История
Статус и границы сельского поселения установлены Законом Республики Татарстан от 31 января 2005 года № 10-ЗРТ «Об установлении границ территорий и статусе муниципального образования "Алькеевский муниципальный район" и муниципальных образований в его составе».

## Население
| 2010  | 2011  | 2012  | 2013  | 2014  | 2015  | 2016  |
| ----- | ----- | ----- | ----- | ----- | ----- | ----- |
| 1295  | ↘1291 | ↗1296 | ↗1304 | ↘1263 | ↘1236 | ↘1207 |
| 2017  | 2018  |       |       |       |       |       |
| ↘1189 | ↘1159 |       |       |       |       |       |

## Состав сельского поселения
| № | Населённый пункт   | Тип населённого пункта       | Население (2010) |
| - | ------------------ | ---------------------------- | ---------------- |
| 1 | Верхнее Алькеево   | село                         | 276              |
| 2 | Нижнее Алькеево    | село, административный центр | 810              |
| 3 | Среднее Алькеево   | село                         | 106              |
| 4 | Татарский Студенец | деревня                      | 103              |